# Ferrari F2002
El Ferrari F2002 fue uno de los monoplazas de Fórmula 1 más exitosos que se han construido de todos los tiempos. Diseñado por Ross Brawn, Rory Byrne y Paolo Martinelli, ganó 15 Grandes premios de un total de 19 carreras entre el 2002 y el 2003.
El coche era mucho más ligero que el de su predecesor, el F2001. Motorizado por un motor V10 de 3 litros, el cual tenía un centro de gravedad muy bajo, el F2002 tenía una excelente maniobrabilidad. Bridgestone desarrolló para Ferrari un neumático especial que se ajustaba especialmente al coche. Aerodinámicamente, el Ferrari estaba a un nivel muy superior al Williams, aunque quizás con un poco menos de potencia, pero a la par o superior que el McLaren de ese año. El F2002 fue el coche más rápido de la temporada, y los rivales de Ferrari fueron incapaces de competir porque era uno de los coches "más completos" jamás diseñados.
Usando el sistema Pomeroy Index, la revista Motor Sport determinó recientemente que el F2002 era el coche más rápido de toda la historia de la Fórmula 1.

## Equipo de personal detrás del F2002
La mayoría del trabajo conceptual de diseño del Ferrari F2002 fue realizado por la leyenda sudafricana de Ferrari en diseño del chasis Rory Byrne y el diseñador de Ferrari Paolo Martinelli. El proyecto fue supervisado por el director técnico del equipo Ross Brawn.
Un amplio arsenal de personal supervisó el rodaje del equipo y el proyecto.

## Concepto y diseño

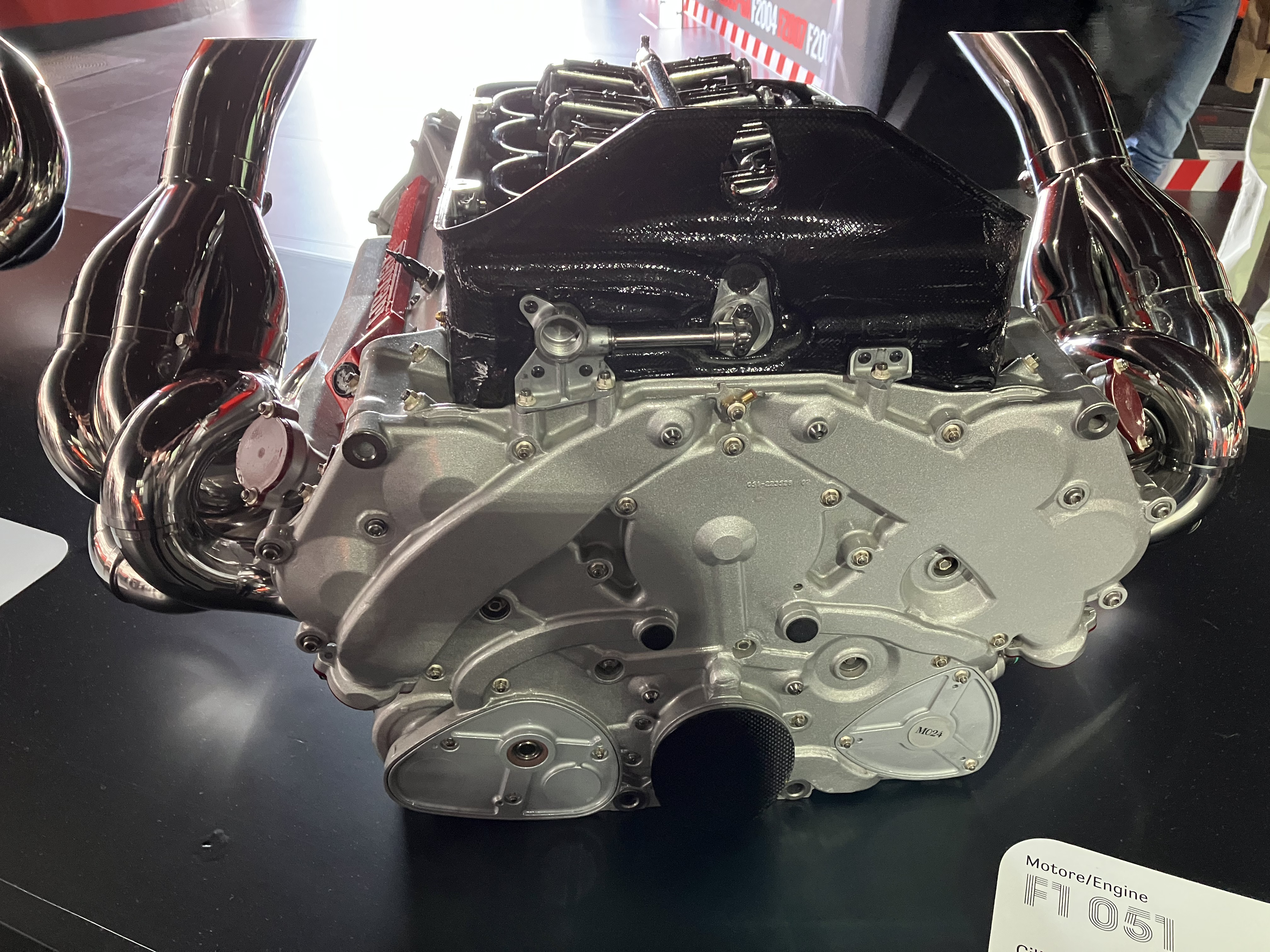
Motor del Ferrari F2002 fuera de la carrocería.

Previamente a la introducción del F2002, Ferrari había usado el coche que había ganado previamente el mundial en el 2001, el Ferrari F2001 para las primeras carreras del 2002. 
El F2002 no era sólo un desarrollo del ganador Ferrari F2001, sino un modelo completamente revolucionario que incluyen muchas tecnologías que no habían sido vistas anteriormente. Desde finales de los 90, había el mismo concepto básico y diseño de la caja de cambios aunque esta había sido usada para ganar títulos de constructores y de pilotos desde 1999 en adelante el equipo técnico fue más allá con una nueva versión. La nueva ubicación de la caja de cambios se unió a la gran fuerza y poco peso del titanio, lo cual redujo el peso un 15 % y bajó el centro de gravedad del coche. El nuevo diseño compacto permitió grandes avances en el trabajo del chasis y el incremento de la eficiencia aerodinámica del coche en la parte trasera.
Sin embargo, la extensión de la caja de cambios rediseñada hizo que el trabajo aerodinámico se dejara fuera de la planificación e inicialmente no representó el mismo rendimiento obtenido de ingeniería mecánica. Por tanto, Ferrari continuó su diseño durante otros dos meses haciendo que se utilizara el F2002 por primera vez en la tercera carrera del mundial del 2002 habiendo entonces utilizado el chasis del año anterior, el F2001, aunque con muchas alteraciones y la inclusión del motor Ferrari 051.
Otros avances en el coche incluían el embrague directo en la caja de cambios, un nuevo y fluido sistema de control de tracción que remplazará al tradicional control de tracción usado el año anterior, y una forma aerodinámica mejorada con el escape en periscopio en la parte trasera. Las posteriores tecnologías fueron incorporadas ambas para usar el calor de los gases de la expulsión para el efecto aerodinámico y para subir estos gases lo más alto posible de tal forma que queden fuera de la suspensión trasera. En una ocasión previa la salida de gases sin forma de chimenea habían causado a la suspensión trasera y a otros elementos un sobrecalentamiento, incluso el derretimiento en ciertas ocasiones.

## Historia en carrera

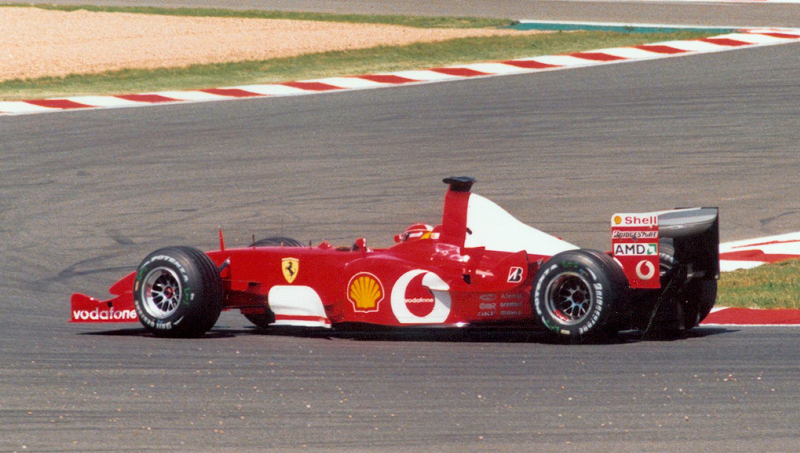
Michael Schumacher conduciendo el F2002 en el Gran Premio de Francia de 2002, la carrera en la que ganó el mundial de pilotos.

En la primera carrera en el Gran Premio de Brasil, el F2002 fue victorioso, siendo pilotado por Michael Schumacher y continuando la exitosa racha de Ferrari desde 1999 con sus coches para ganar en su debut. Michael Schumacher se colocó fácilmente segundo en la parrilla y después de una primera vuelta de altercados con Juan Pablo Montoya, terminó en una fácil victoria por delante de su hermano Ralf Schumacher, de Williams. Había algunas controversias alrededor de la colocación de los neumáticos porque el equipo solo tenía un chasis F2002 en la carrera. Por consiguiente el coche reserva de Schumacher era el F2001 y como los dos chasis usaban diferentes llantas en las ruedas el diseño de cada uno requería ruedas diferentes. Esto era de lo que se quejó Michael Schumacher, del doble efecto que tenían los neumáticos respecto a los demás pilotos. La controversia fue gestionada por Ferrari aceptando agregar su uso de neumáticos entre los dos coches, asegurándose que Schumacher usara el mismo número total de neumáticos que los otros pilotos.
Lo que siguió fue un brutal dominio de temporada, el cual no se había visto antes desde el McLaren de la temporada 1998. Con el F2002, Schumacher sumó otras 10 victorias, para un total de 11 (récord esa temporada), mientras Rubens Barrichello sumó cuatro. La única carrera en la cual fallo el coche en la victoria fue el Gran Premio de Mónaco de 2002, mientras el F2001 no tuvo lugar desde el Gran Premio de Malasia de 2002. Además, Schumacher acabó cada carrera en el pódium, nunca terminando por debajo del segundo puesto con el F2002. El alemán ganó el mundial de pilotos en un tiempo récord, obteniendo el título en la undécima carrera de la temporada. Los dos pilotos de Ferrari ocupaban confortablemente el primer y segundo puesto en el mundial de pilotos y Ferrari consiguió 221 puntos, más que todos los demás equipos juntos. Tal fue el dominio de Ferrari, que Schumacher y Barrichello fueron criticados por cederse las posiciones entre ellos en la meta de los grandes premios de Austria y de los Estados Unidos.
El F2002 era aún competitivo en el comienzo del 2003, y Schumacher consiguió la última victoria del coche en el Gran Premio de San Marino de 2003 antes de que fuera reemplazado por el Ferrari F2003-GA para la siguiente carrera.

## Resultados

### Fórmula 1
(Clave) (negrita indica pole position) (cursiva indica vuelta rápida)

| Año  | Chasis | Motor    | Neu. | N.º | Pilotos            | 1   | 2   | 3   | 4   | 5   | 6   | 7   | 8   | 9   | 10  | 11  | 12  | 13  | 14  | 15  | 16  | 17  | Puntos | Pos. |
| ---- | ------ | -------- | ---- | --- | ------------------ | --- | --- | --- | --- | --- | --- | --- | --- | --- | --- | --- | --- | --- | --- | --- | --- | --- | ------ | ---- |
| 2002 | F2002  | 051 V10  | B    |     |                    | AUS | MYS | BRA | SMR | ESP | AUT | MON | CAN | EUR | GBR | FRA | GER | HUN | BEL | ITA | USA | JPN | 221*   | 1.º  |
| 2002 | F2002  | 051 V10  | B    | 1   | Michael Schumacher |     |     | 1   | 1   | 1   | 1   | 2   | 1   | 2   | 1   | 1   | 1   | 2   | 1   | 2   | 2   | 1   | 221*   | 1.º  |
| 2002 | F2002  | 051 V10  | B    | 2   | Rubens Barrichello |     |     |     | 2   | DNS | 2   | 7   | 3   | 1   | 2   | DNS | 4   | 1   | 2   | 1   | 1   | 2   | 221*   | 1.º  |
| 2003 | F2002B | 051B V10 | B    |     |                    | AUS | MYS | BRA | SMR | ESP | AUT | MON | CAN | EUR | FRA | GBR | GER | HUN | ITA | USA | JPN |     | 158**  | 1.º  |
| 2003 | F2002B | 051B V10 | B    | 1   | Michael Schumacher | 4   | 6   | Ret | 1   |     |     |     |     |     |     |     |     |     |     |     |     |     | 158**  | 1.º  |
| 2003 | F2002B | 051B V10 | B    | 2   | Rubens Barrichello | Ret | 2   | Ret | 3   |     |     |     |     |     |     |     |     |     |     |     |     |     | 158**  | 1.º  |

- * Incluye puntos obtenidos por el Ferrari F2001.
- * Incluye puntos obtenidos por el Ferrari F2003-GA.